# Gare de L'Isle-Adam - Parmain
La gare de L'Isle-Adam - Parmain est une gare ferroviaire française de la ligne de Pierrelaye à Creil, située sur le territoire de la commune de Parmain, à proximité de L'Isle-Adam, dans le département du Val-d'Oise, en région Île-de-France.
Elle est mise en service en 1846 par la Compagnie des chemins de fer du Nord.
C'est une gare de la Société nationale des chemins de fer français (SNCF) desservie par les trains du réseau Transilien Paris-Nord (ligne H).

## Situation ferroviaire
Établie à 28 mètres d'altitude, la gare de L'Isle-Adam - Parmain est située au point kilométrique (PK) 39,559 de la ligne de Pierrelaye à Creil, entre les gares de Valmondois et de Champagne-sur-Oise.

## Histoire

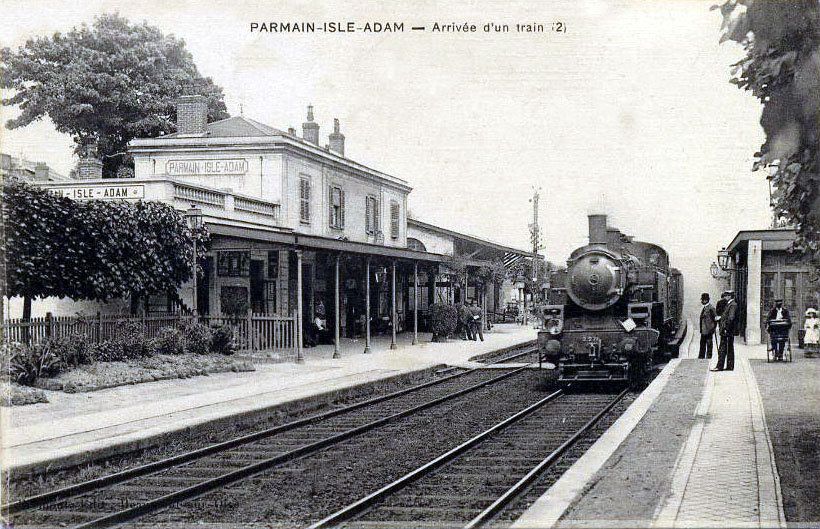
La gare vers 1900.

La « station de Isle-Adam », est officiellement mise en service le 21 juin 1846 par la Compagnie des chemins de fer du Nord, lorsqu'elle ouvre à l'exploitation sa ligne de Paris à Lille et Valenciennes. Elle est établie, entre les stations d'Auvers et de Beaumont, à environ 61 kilomètres de Paris. Le bourg compte 1 700 habitants,.
Le nombre de voyageurs quotidiens se situait entre 500 et 2 500 en 2002.
En 2012, 1 160 voyageurs ont pris le train dans cette gare chaque jour ouvré de la semaine.
Les 1er et 2 décembre 2014, les anciens écrans cathodiques Infogare ont été remplacés par de nouveaux de type LCD TFT (sur fond bleu), mais également de type TLED (fond noir, écriture orange).
Un aménagement spécial en fibre optique a été mis en place à côté du bâtiment voyageurs.
Quatre écrans de type TFT LCD ont été installés, alors que la convention STIF - SNCF en prévoyait seulement deux. Sur les quatre écrans, deux d'entre eux sont dans le bâtiment voyageurs mais également à côté de ce bâtiment, qui affichent tous les trains, tandis que les deux autres sont sur le quai 1 : l'un affiche une liste des trains en direction de Persan - Beaumont ou Creil, l'autre la desserte des gares du prochain train.

Dispositifs d'affichage mis en place en décembre 2014
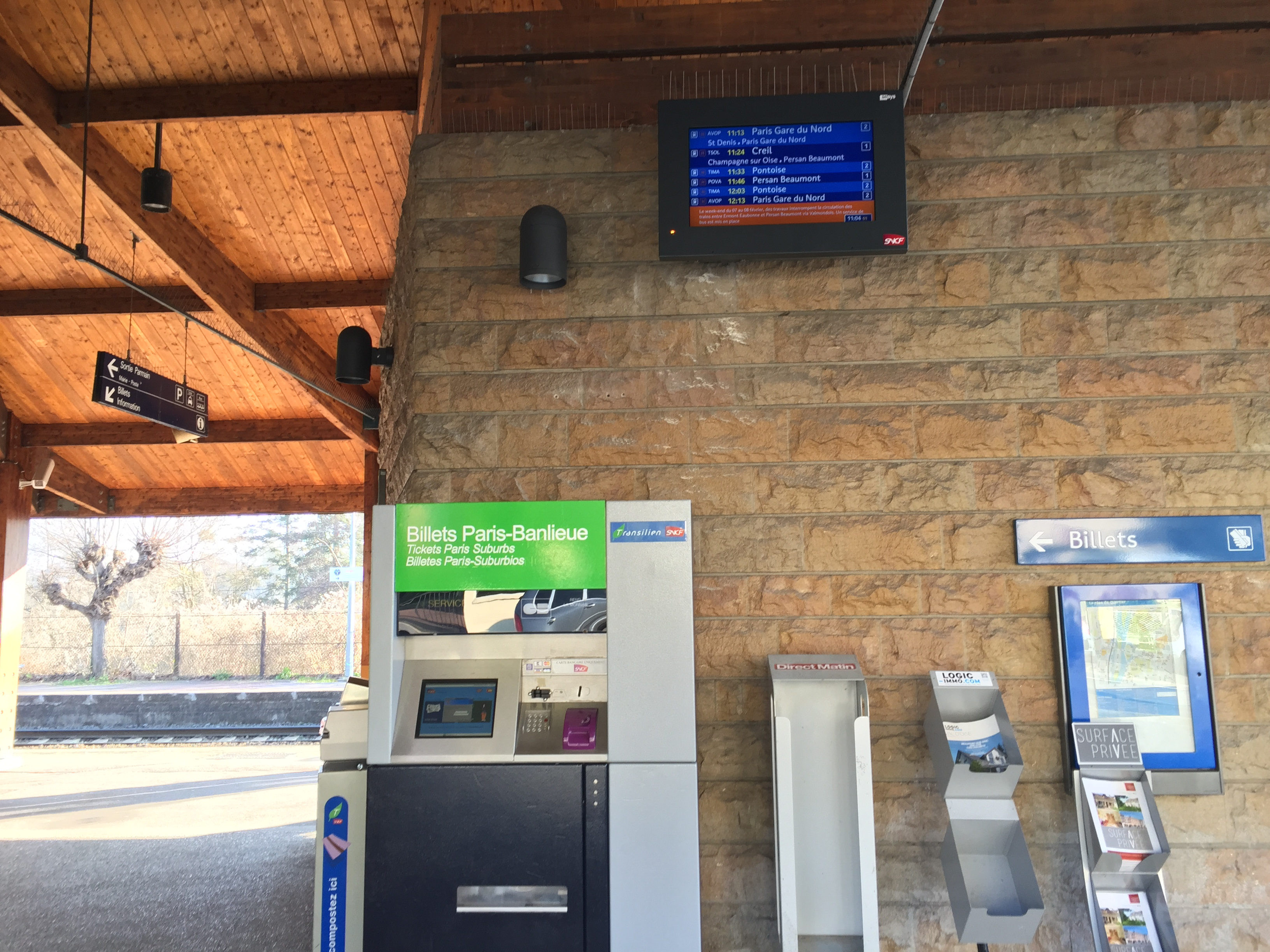
Nouvel Infogare TFT 32".
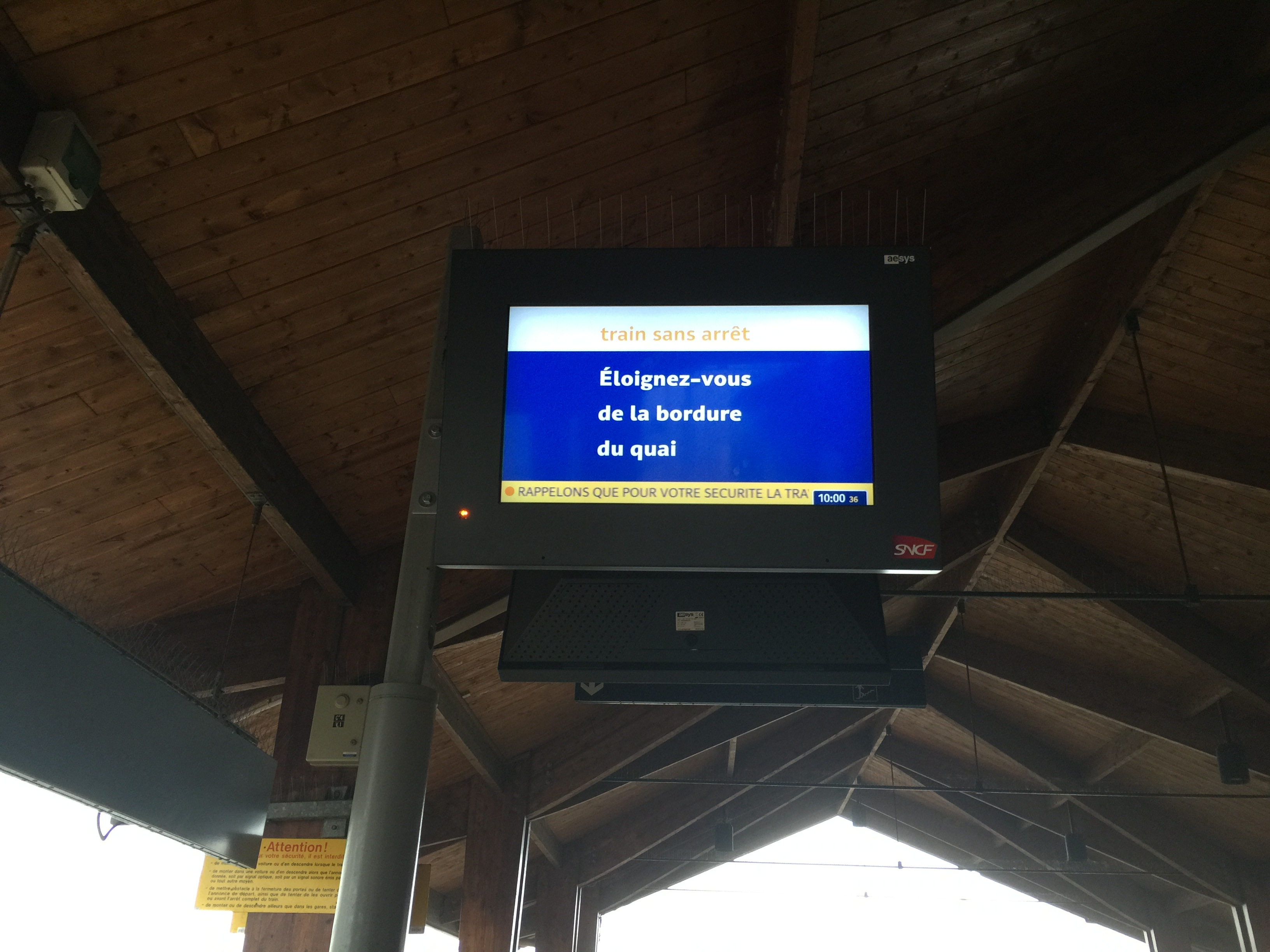
Infogare TFT sur le quai 1.
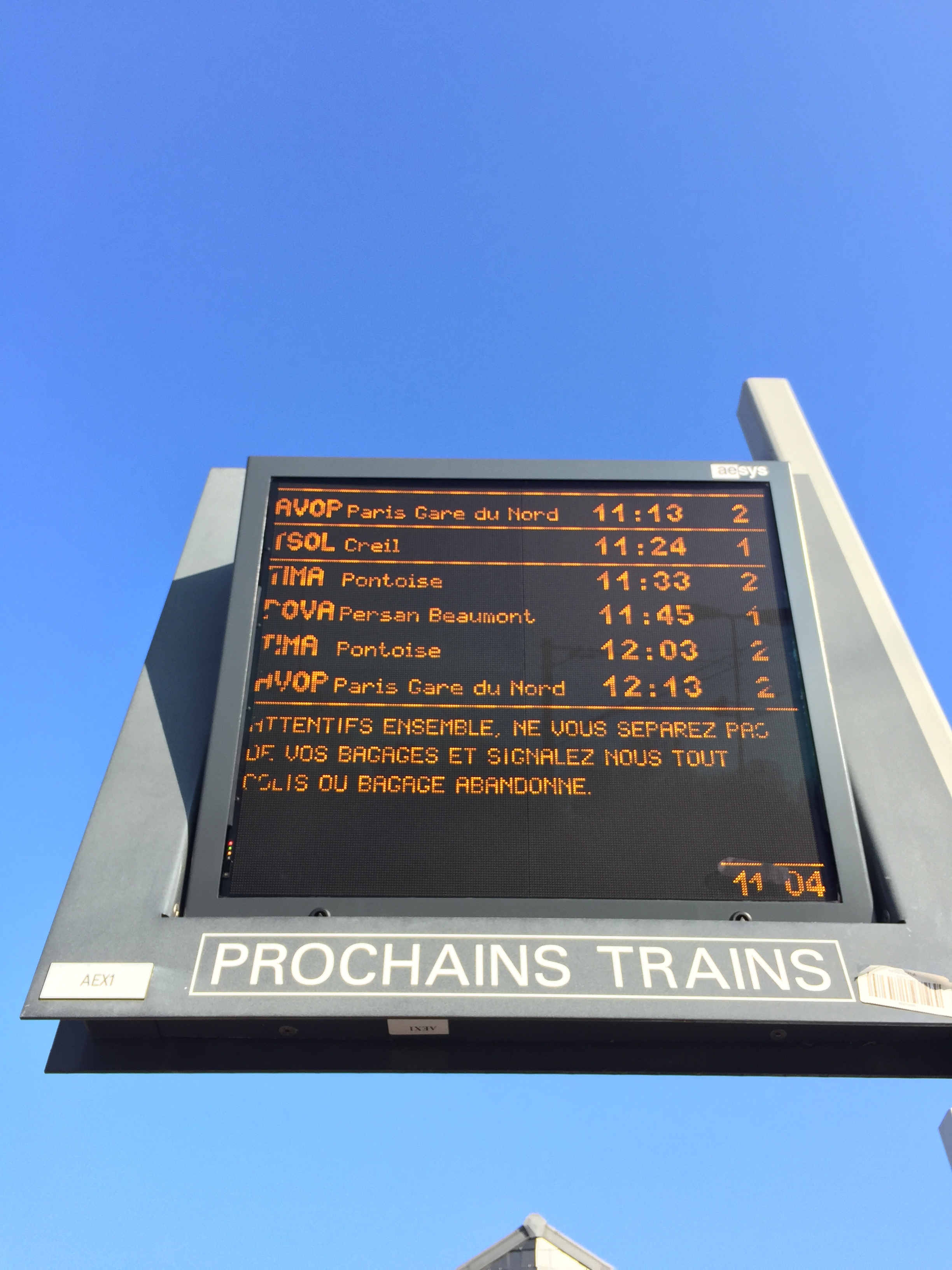
Infogare TLED.

En 2014, selon les estimations de la SNCF, la fréquentation annuelle de la gare est de 729 000 voyageurs.

## Service des voyageurs

### Desserte
L'Isle-Adam - Parmain est desservie par les trains du réseau Transilien Paris-Nord (ligne H), à raison d'un train toutes les heures, sauf aux heures de pointe où la fréquence est d'un train toutes les 30 minutes.
Le temps de trajet est, selon les trains, de 47 à 49 minutes depuis la gare de Paris-Nord.

### Intermodalité
La gare est desservie par les lignes 1303 et 1316 du réseau de bus Haut Val-d'Oise, la ligne 95-07 du réseau de bus du Vexin et, la nuit, par la ligne N147 du réseau de bus Noctilien.

Installations et desserte
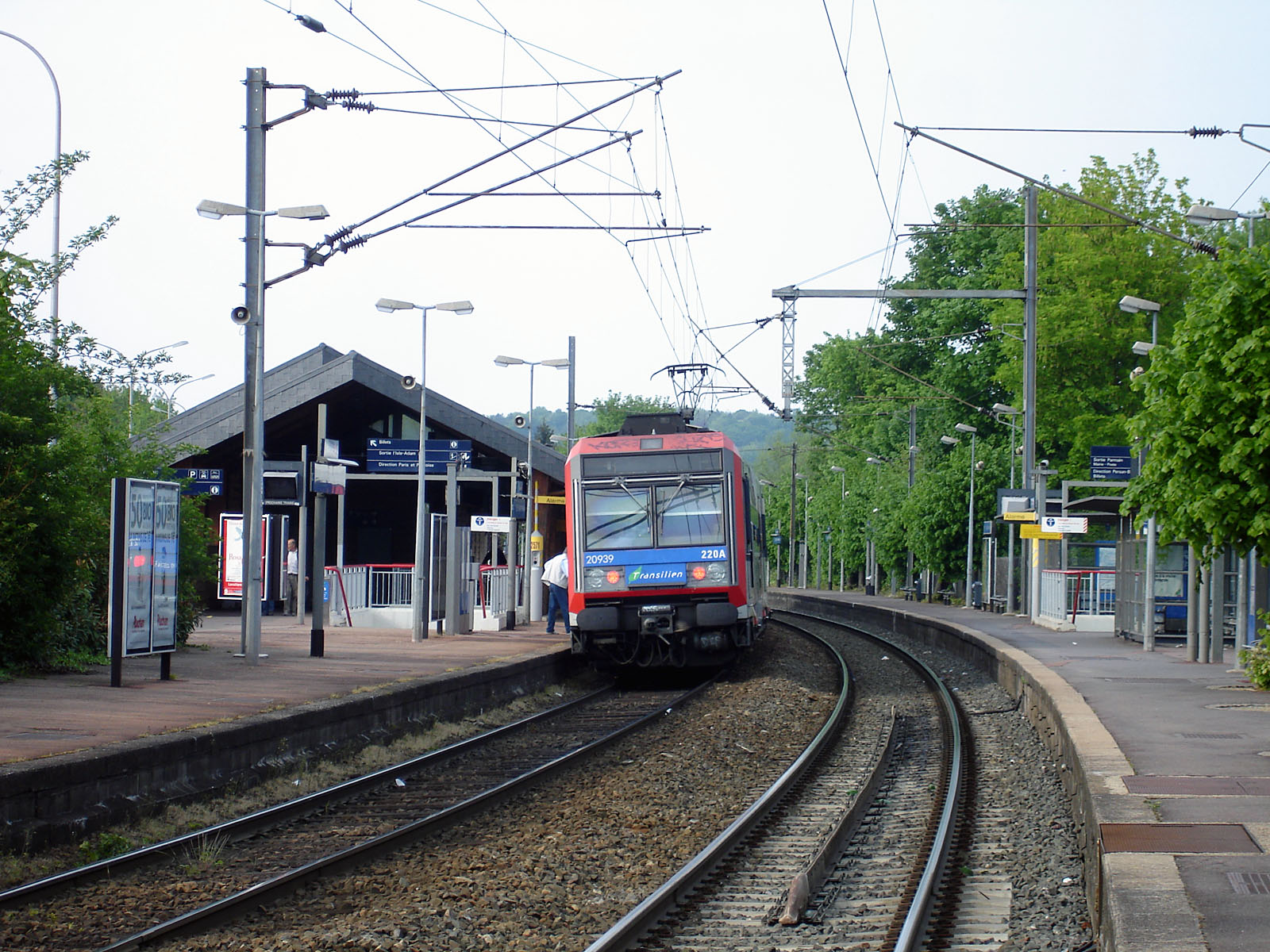
Rame Z 20900.
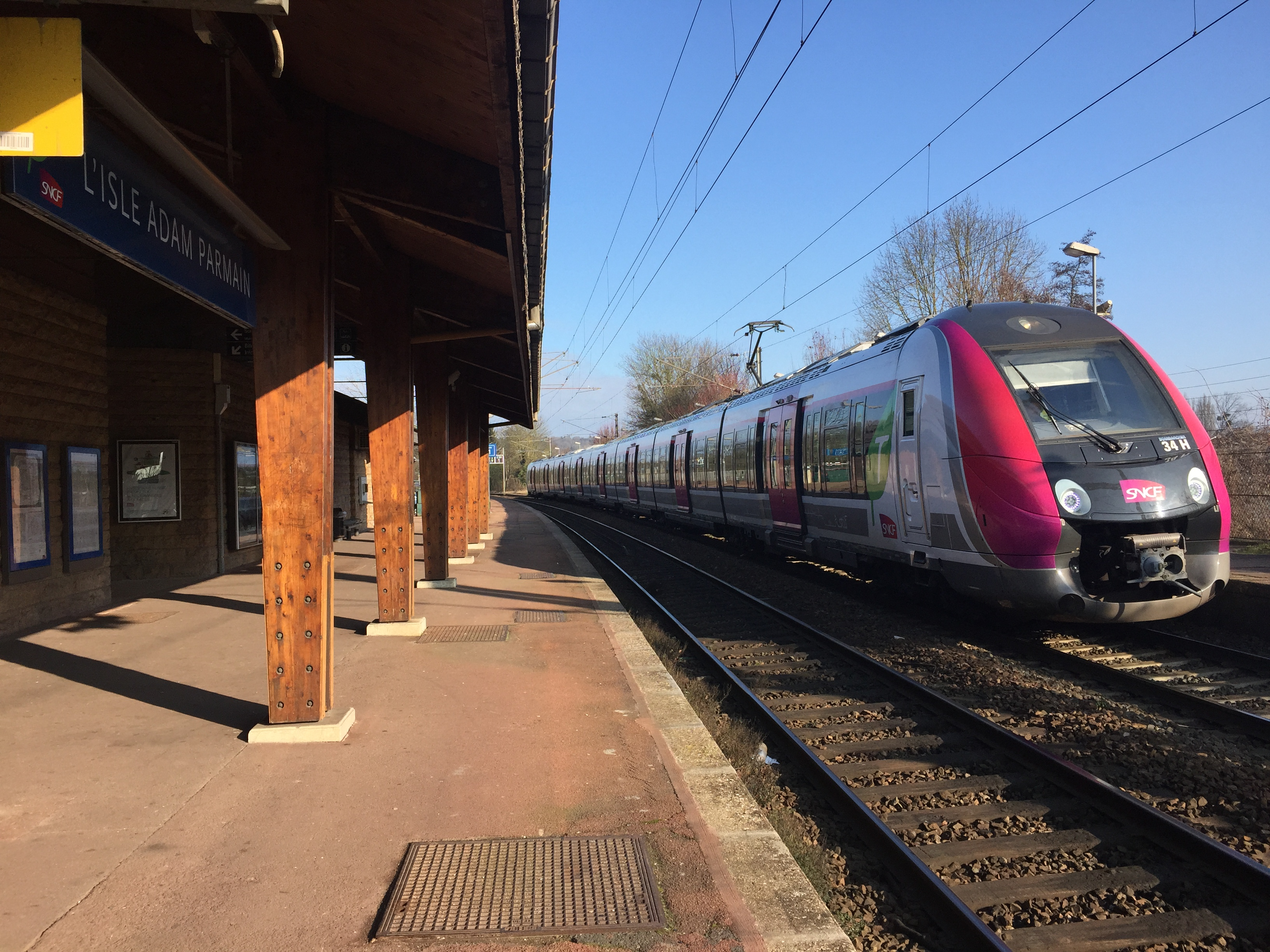
Rame Z 50000.
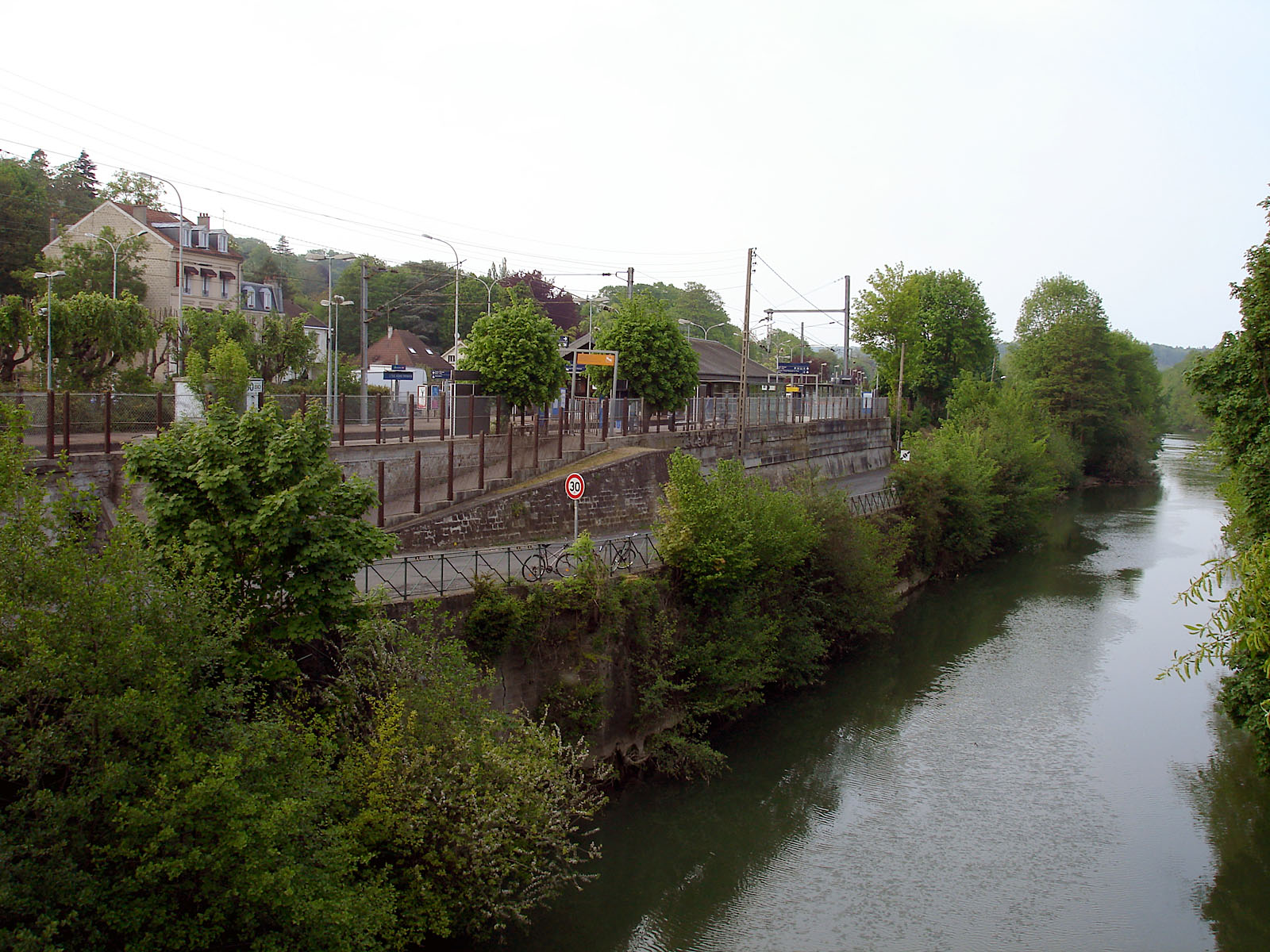
Vue depuis le pont sur l'Oise.